# 三硫化二锑
三硫化二锑，别名硫化锑、硫化亚锑，分子式Sb2S3。分子量339.68。

## 性质
黄红色无定形粉末。相对密度4.12。熔点550°C。不溶于水、乙酸，溶于浓盐酸、硫氢化铵、硫化钾溶液和醇。
三硫化二锑化学性质在室温下稳定，但在空气中加热可以得到相应的氧化物，也可被H2或Fe还原成单质锑。
三硫化二锑溶解在浓盐酸中发生如下反应：
Sb2S3+6H++8Cl-→2SbCl4-+3H2S↑
三硫化二锑可以溶解在浓盐酸中，而三硫化二砷不可以（因为三硫化二砷的酸性比三硫化二锑强），因此用此方法可以从三硫化二砷中分离和鉴别锑。

## 制备
由天然辉锑矿经筛选、粉碎等加工而制得。
含有三价锑离子(Sb3+)的溶液中通入硫化氢可以得到硫化锑(III)：2Sb3++3H2S→Sb2S3+6H+

## 用途
用于制取其他锑化合物，制造火柴、烟火、有色玻璃。也在橡胶工业中用作硫化剂。